# Pemirolast
Pemirolast, que es vendido bajo la marca Alamast, entre otras, es un medicamento utilizado para tratar la conjuntivitis alérgica.  Este medicamento se utiliza como colirio. 
Los efectos secundarios comunes de este medicamento incluyen dolor de cabeza y secreción nasal.  La seguridad durante el embarazo y la lactancia no está establecida.  El medicamento es un estabilizador de mastocitos. 
Pemirolast fue aprobado para uso médico en los Estados Unidos en 1999.  A partir de 2021 no está disponible comercialmente en los Estados Unidos. 